# Área metropolitana de Lewiston-Auburn
El Área Estadística Metropolitana de Lewiston-Auburn, ME MSA, como la denomina oficialmente la Oficina de Administración y Presupuesto, es un Área Estadística Metropolitana que abarca únicamente el condado de Androscoggin, en el estado estadounidense de Maine. Tiene una población de 107.702 habitantes según el Censo de 2010, convirtiéndola en la 334.º área metropolitana más poblada de los Estados Unidos.

## Principales comunidades del área metropolitana
Ciudades principales o núcleo
- Lewiston
- Auburn

Otras comunidades
- Durham
- Greene
- Leeds
- Lisbon
- Livermore
- Livermore Falls
- Mechanic Falls
- Minot
- Poland
- Sabattus
- Turner
- Wales